# 19. Feld-Division
19. Feld-Division foi uma divisão de campo da Luftwaffe que prestou serviço durante a Segunda Guerra Mundial, combatendo com a Heer.

## Comandantes
- Gerhard Bassenge, 1 de Outubro de 1942 - 31 de Janeiro de 1943[2]
- Hermann Plocher, 1 de Fevereiro de 1943 - 30 de Junho de 1943[2]
- Erich Baeßler, 1 de Julho de 1943 - 1 de Novembro de 1943[2]